# 斯萊格爾嶺
71°55′S 169°50′E / 71.917°S 169.833°E
斯萊格爾嶺（英語：Slagle Ridge）是南極洲的山嶺，位於維多利亞地的博克格雷溫克海岸，屬於阿德默勒爾蒂山脈的一部分，處於斯隆冰川和伯內特冰川之間，美國地質調查局根據測量和該國海軍的空中照片繪入地圖，現時由南極條約體系管理。